# Richard Madden
Richard Madden (Renfrewshire, 18 de junho de 1986) é um ator escocês. Ele é mais conhecido por interpretar Robb Stark em Game of Thrones, Príncipe Kit (ou Príncipe Encantado) na versão live-action de Cinderella da Disney e David Budd em Bodyguard da BBC One e Netflix, papel pelo qual ganhou o Globo de Ouro na categoria de Melhor Ator em Série Dramática. Em 2019, foi nomeado uma das 100 pessoas mais influentes do mundo pela revista Time. No mesmo ano recebeu o diploma de doutorado honorário pela Royal Conservatoire of Scotland. 

## Biografia
Richard nasceu e cresceu na aldeia de Elderslie na Escócia. Seu pai era um bombeiro e sua mãe uma assistente de sala de aula. Tem duas irmãs, Cara e Lauren.
Aos 11 anos de idade, ele entrou na Paisley Arts Centre no curso de teatro para jovens com o objetivo de perder sua tímidez. Ele logo foi escolhido para interpretar o jovem Andy no filme Complicity (2000), seguido por ser escalado no papel de Sebastian na série de televisão Barmy Aunt Boomerang, filmando 6 episódios que foram ao ar entre 1999 e 2000. Ele se formou na Royal Scottish Academy of Music and Drama (RSAMD) em 2007.

## Carreira
Enquanto ele estava na RSAMD, Madden trabalhou com algumas companhias de teatro, seguido pela peça Tom Fool no Citizens Theatre, que foi tão bem recebida que eles foram se apresentar em Londres, sendo visto por uma equipe do Globe Theatre. Em seu último ano na RSAMD, ele foi escolhido para interpretar Romeu na produção Romeu e Julieta do Globe Theatre, que depois de Londres, se apresentou em palcos ao ar livre pelo Reino Unido.

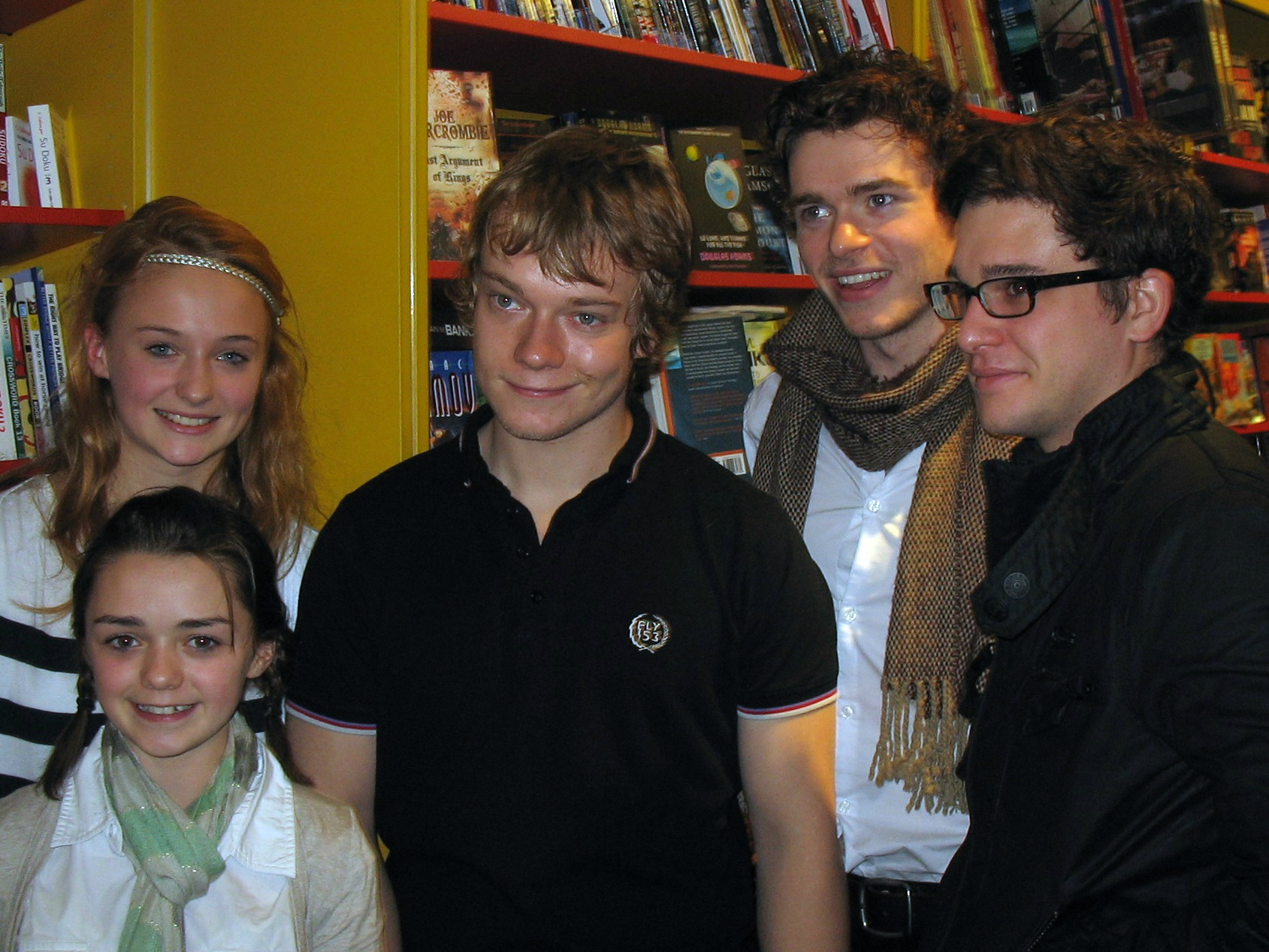
Richard Madden com parte do elenco de Game of Thrones em 2011.

Em 2009 ele interpretou Dean McKenzie na série da BBC, Hope Springs, seguido pelo papel de Ripley no filme Chatroom (2010). 
Em 2011,  assumiu o papel de Ashley Greenwick na série britânica Sireis. Também em 2011, Richard assumiu o papel de Robb Stark na série Game of Thrones, da HBO, uma adaptação da série de livros As Crônicas de Gelo e Fogo, escritos por George R. R. Martin. O ator participou em três temporadas da série, sendo um dos protagonistas do infame episódio "The Rains of Castemere", onde decorre o "Red Wedding".  Este foi o último episódio que filmou para a série e, numa entrevista à revista GQ, revelou que chorou durante toda a viagem de avião de regresso a casa: "A hospedeira estava sempre a perguntar-me se eu estava bem. Depois as pessoas começaram a afastar-se de mim. Eu estava a soluçar compulsivamente e coberto de sangue. Parecia que tinha assassinado alguém". Ainda em 2011 foi considerado uma das "Estrelas de Amanhã" da revista Screen International.
Em 2012 participou ainda na minissérie Birdsong do canal BBC onde contracenou com Eddie Redmayne e Clémence Poésy. No ano seguinte protagonizou o filme A Promise, uma co-produção francesa e belga que estreou no Festival Internacional de Cinema de Toronto. Em 2014 protagonizou Klondike, a primeira série fictícia do canal Discovery que segue as vidas de dois amigos, Bill Haskell (Madden) e Byron Epstein (Augustus Prew) enquanto procuram ouro em Yukon no final da década de 1890.
Em 2015 estreou o filme Cinderella, uma adaptação live-action do clássico de animação da Disney onde Richard interpreta o papel de Príncipe Encantado. No mesmo ano participou ainda no telefilme Lady Chatterley's Lover da BBC, uma adaptação do romance homónimo de D. H. Lawrence onde interpreta o papel de Oliver Mellows.
Em 2016, protagonizou, com Idris Elba, Bastille Day, um filme de ação. No mesmo ano protagonizou a minissérie Medici: Masters of Florence no papel de Cosimo.

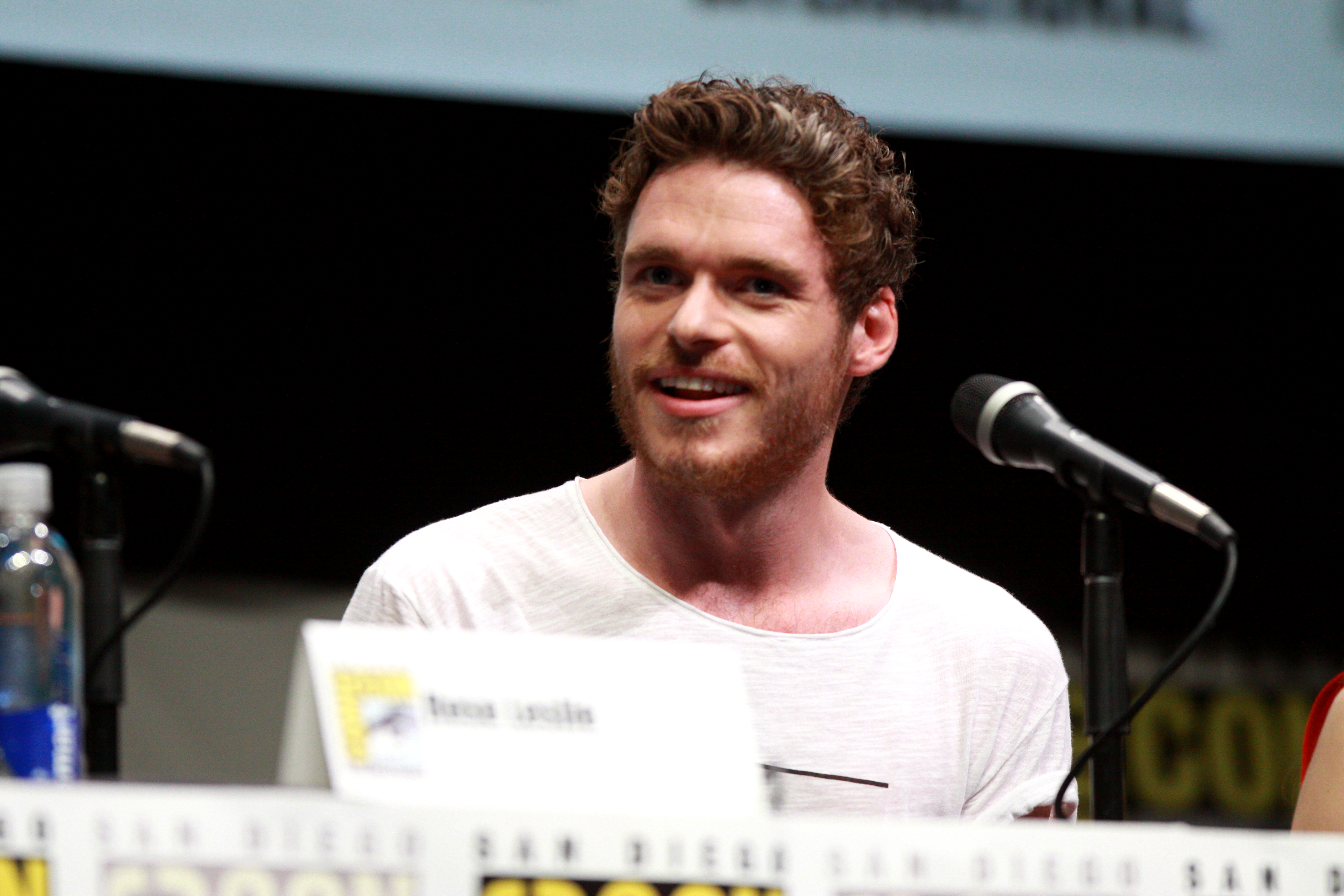
Richard Madden na San Diego Comic-Con 2013.

Entre maio e julho de 2016, Richard Madden reuniu-se com Lily James e Kenneth Branagh para a peça Romeu e Julieta, apresentada no West End e onde interpretou o papel de Romeu. Richard foi forçado a sair mais cedo do que o previsto da peça devido a uma lesão no tornozelo.
Em 2017, Richard protagonizou Oasis, em episódio piloto da Amazon Video baseado no livro The Book of Strange New Things de Michael Faber, onde interpreta o papel de Peter Leigh, um padre que viaja de forma inesperada para um planeta remoto onde a USIC, uma empresa misteriosa, está a construir a primeira colónia humana permanente fora da Terra. Apesar das críticas positivas, Oasis nunca foi para além do primeiro episódio visto que a Amazon não encomendou a série.
No mesmo ano, o ator protagonizou, com Holliday Grainger, o episódio  "The Hood Maker" da série antológica Electric Dreams, transmitida pelo Channel 4 e pelo serviço de streaming Amazon Video. A série teve críticas mistas.
Em 2018, Richard interpretou o papel do DJ Leo West na comédia romântica Ibiza, protagonizada por Gillian Jacobs, Vanessa Bayer e Phoebe Robinson. O filme foi transmitido pelo serviço de streaming Netflix e recebeu críticas positivas, apesar de ter uma classificação de apenas 39% do público no site Rotten Tomatoes.
No mesmo ano, o ator protagonizou a série Bodyguard, um thriller sobre um policial que sofre de stress pós traumático que, após prevenir um ataque terrorista num comboio é promovido a guarda-costas da Secretária de Estado cujos ideais ele despreza. A série, originalmente transmitida pelo canal BBC One no Reino Unido foi um sucesso e conseguiu a maior audiência de uma série dramática em mais de uma década para o canal. O serviço de streaming Netflix adquiriu os direitos de transmissão mundial da série e transmitiu-a como uma Série Original Netflix no resto do mundo. Bodyguard recebeu críticas positivas e detém atualmente uma classificação de 100% no site Rotten Tomatoes. Este papel valeu-lhe nomeações para os Globos de Ouro e para os Critics' Choice Awards na categoria de Melhor Ator em Série Dramática.
Em 2019, Richard participa no filme Rocketman, um filme biográfico sobre Elton John, onde interpreta o papel de John Reid, o empresário musical escocês com quem Elton John manteve um relacionamento durante vários anos. Ainda em 2019, se juntou ao elenco principal do filme Eternals da Marvel Studios, para interpretar Ikaris.

## Vida pessoal
Namorou com a atriz Jenna Coleman durante cinco anos, eles terminaram em 2015. Também namorou com a atriz e modelo Ellie Bamber durante dois anos e meio, o término aconteceu em dezembro de 2018. Em 2019, recebeu o diploma de doutorado honorário pela Royal Conservatoire of Scotland.

## Filmografia

### Filmes
| Ano  | Nome                                   | Personagem      | Notas           |
| ---- | -------------------------------------- | --------------- | --------------- |
| 2000 | Complicity                             | Jovem Adam      |                 |
| 2010 | Chatroom                               | Ripley          |                 |
| 2010 | Worried About the Boy                  | Kirk Brandon    | Telefilme       |
| 2011 | Strays                                 | Elliot          | Curta-metragem  |
| 2013 | A Promise                              | Friedrich Zeitz |                 |
| 2015 | Cinderella                             | Kit/Príncipe    |                 |
| 2015 | Lady Chatterley's Lover                | Oliver Mellors  | Telefilme       |
| 2015 | Group B                                | Shane           | Curta-metragem  |
| 2016 | Bastille Day                           | Michael Mason   |                 |
| 2016 | Branagh Theatre Live: Romeo and Juliet | Romeu           |                 |
| 2018 | Ibiza                                  | Leo West        |                 |
| 2019 | Rocketman                              | John Reid       |                 |
| 2019 | 1917                                   | Tenente Blake   |                 |
| 2021 | Eternos                                | Ikaris          | Papel Principal |

### Televisão
| Ano  | Nome                        | Personagem               | Notas                      |
| ---- | --------------------------- | ------------------------ | -------------------------- |
| 1999 | Barmy Aunt Boomerang        | Sebastian Simpkins       |                            |
| 2002 | Taggart                     | Christie                 | 1 episódio                 |
| 2009 | Hope Springs                | Dean McKenzie            |                            |
| 2011 | Game of Thrones             | Robb Stark               | 21 episódios (2011–2013)   |
| 2011 | Sirens                      | Ashley Greenwick         |                            |
| 2012 | Birdsong                    | Capitain Weir            |                            |
| 2014 | Klondike                    | Bill Haskell             | Série de televisão         |
| 2016 | Medici: Masters of Florence | Cosimo                   |                            |
| 2017 | Oasis                       | Peter Leigh              | Episódio Piloto            |
| 2017 | Electric Dreams             | Agent Ross               | Episódio: "The Hood Maker" |
| 2018 | Bodyguard                   | David Budd               |                            |
| 2023 | Citadel                     | Mason Kane / Kyle Conroe | Personagem Principal       |

### Jogos eletrônicos
| Ano  | Nome                                          | Personagem               | Notas |
| ---- | --------------------------------------------- | ------------------------ | ----- |
| 2013 | Castlevania: Lords of Shadow - Mirror of Fate | Trevor Belmont / Alucard | Voz   |
| 2014 | Castlevania: Lords of Shadow 2                | Trevor Belmont / Alucard | Voz   |